# Carex ceylanica
Espèce
Classification phylogénétique
Carex ceylanica est une espèce de plantes du genre Carex et de la famille des Cyperaceae.